# Алфонсо Ерера
Алфонсо Ерера (на испански: Alfonso Herrera) е мексикански актьор и певец. Известен е най-вече с участията си в мексикански теленовели. Също така, Ерера пее в известната мексиканска поп група – RBD (съкратено от Rebelde – „Непокорен/ни“). Групата е сформирана от актьори, участвали в теленовелата Rebelde. Алфонсо Ерера е печелил награди за музикалната и актьорската си дейност.

## Биография
Алфонсо Ерера, роден на 28 август 1983 г., е зодия Дева. Родителите му са разделени и той има два полубратя от другия брак на майка си и този на баща си. Големият се казва Оскар и е на 20 години, а малкият е Алехандро. Оскар живее в Гуадалахара, а Алехандро живее с майка си.
Пончо, както наричат Алфонсо Ерера, се разбира добре с полубратята си. Така той споделя пред репортер на сп. „Caras“.
Първото изявление на Алфонсо Ерера в телевизионните среди е филма „Amar te duele“, където интерпретира своят първи злодей – Франсиско. Режисьор на филма е Фернандо Сариняна.

## Личен и музикален живот
Алфонсо приема да участва в младежката теленовела „Клас 406“ (Клас 406), Продуцент на теленовелата е Педро Дамян.
„Непокорните“ носи повече популярност, успех и фенове на Ерера. Неговият герой, Мигел Аранго, е млад, красив, но беден и готов за отмъщение. Бащата на Мигел се е самоубил, тъй като Карло Колучи (чичото на Миа) е водел бизнес с него и бащата на Мигел е загубил доста пари. Вече голям, Мигел е решен да си отмъсти на Франко Колучи (бащата на Миа), вярвайки че той е истинският виновник за смъртта на баща му. Когато Мигел се влюби в Миа, той забравя за отмъщението си.
Алфонсо е член на младежката поп група RBD, която е сформирана по време на снимките на теленовелата „Непокорните“.
След големият успех на „Непокорните“ и RBD, през 2007 г. Пончо и останалите от групата стартират снимки по сериала „RBD: La familia“ (RBD: Семейството), където RBD играят себе си. Героите им не са същите като в реалния живот, но им приличат.
Освен това, през 2007 г. актьорът участва в пиесата „Pillowman“.
Месец август 2008 г. е доста неприятен за групата, тъй като тогава членовете ѝ – Анаи, Дулсе Мария, Маите Перони, Кристиан Чавес, Кристофър Укерман и Алфонсо Ерера съобщават за раздялата им като музикална група, но за компенсация за феновете си те са подготвили два диска – един с най-големите им хитове и един с нови песни, който ще излезе през 2009 г.
През 2008 г. Ерера приема ролята на Пабло във филмът „Volverte a ver“ (Да те видя отново), където си партнира с Химена Ерера. Примиерата на този филм ще бъде през декември 2008 г.
Един от новите сериали на Телевиса – „Terminales“ (Обречени) също е с участието на Алфонсо Ерера. Сюжетът е много интересен. Сериалът разказва историите на младежи, болни от смъртоносни болести. „Terminales“ е само 13 серии и е бил излъчен по Canal 5 на Телевиса. Там той играе ролята на Леонардо.

## Хоби
Алфонсо е голям любител на спортовете, особено футболът. През свободното си време той гледа футбол, както и посещава фитнес салони. Любимата му храна е мексиканската, а любимият му филм е „Кръстникът“.

## Музика
Испаноезични студийни албуми
1. Rebelde (2004)
2. Nuestro Amor (2005)
3. Celestial (2006)
4. Empezar Desde Cero (2007)

Англоезични студийни албуми
1. Rebels (2006)

Португалоезични студийни албуми
1. Rebelde (Edição Brasil) – версия на португалски на Rebelde (2005)
2. Nosso Amor Rebelde – версия на португалски на Nuestro Amor (2006)
3. Celestial (Versão Brasil) – версия на португалски на Celestial (2006)

Албуми на живо/DVD
1. Tour Generación RBD En Vivo CD/DVD (2005)
2. Live In Hollywood CD/DVD (2006)
3. ¿Que Hay Detrás de RBD? (2006)
4. Live In Rio (2007)
5. Hecho En España CD/DVD (2007)

Компилации
1. RBD: La Familia (2007)

## Филмография
- „El Dandy“ („Денди“) (2015) – Хосе Монтаньо / Даниел „Денди“ Брачо
- „Cameleones“ („Хамелеони“) (2009) – Себастиан Харамийо
- „Venezzia“ („Венеция“) (2009) – Франк
- „Terminales“ („Обречени“) (2008) – Леонардо Карал
- „Volverte a Ver“ („Да те видя отново“) (2008) – Пабло
- „RBD: La familia“ („Непокорните: Семейството“) (2007) – Пончо
- „Lola: Erase una vez“ („Лола: имало едно време“) (2007) – себе си
- „Rebelde“ („Непокорните“) (2004 – 2006) – Мигел Аранго Сервера
- „La energia de Sonric'slandia“ (2005) – Мигел
- „Clase 406“ („Клас 406“) (2002 – 2003) – Хуан Давид Родригес Пинеда
- „Amar te duele“ („Любовта боли“) (2002) – Франсиско